# Nun ruhen alle Wälder
Nun ruhen alle Wälder ist ein geistliches Abendlied von Paul Gerhardt.
Das Lied erschien erstmals 1647 im Gesangbuch Praxis Pietatis Melica von Johann Crüger. Beigegeben ist der Hinweis, dass es auf die Melodie O Welt, ich muss dich lassen zu singen sei, einem seit 1598 überlieferten Lied, das seinerseits als geistliche Kontrafaktur auf dem Lied Innsbruck, ich muss dich lassen (um 1495) von Heinrich Isaac beruht. Die Melodie, die in verschiedenen rhythmischen Fassungen verbreitet ist, wurde auch von Johann Sebastian Bach als Grundlage des gleichnamigen Chorals BWV 392 sowie mehrerer Choralsätze in der Matthäus- und der Johannes-Passion verwendet. Im Evangelischen Gesangbuch ist das Lied unter der Nummer 477 mit allen neun Strophen abgedruckt, dazu ein vierstimmiger Chorsatz von Bartholomäus Gesius (1605). Ins katholische Gotteslob von 2013 wurde es mit sieben Strophen aufgenommen (Nr. 101). Das Mennonitische Gesangbuch (Nr. 229) enthält ebenfalls alle neun Strophen. Das Gesangbuch der Evangelisch-methodistischen Kirche (Nr. 633) bietet das Lied nur mit acht Strophen, aber als vierstimmigen Chorsatz mit Gitarrengriffen.
1666/67 schuf Johann Georg Ebeling eine Neuvertonung, die sich nicht durchsetzte.

## Melodie
Um die eingangs erwähnten Unterschiede der verschiedenen Fassungen des Lieds, insbesondere im Rhythmus, zu verdeutlichen, werden in diesem Abschnitt zwei Fassungen vorgestellt. Zunächst die Melodiefassung des Evangelischen Gesangbuchs:
Im zweiten Beispiel wird die Bachsche Fassung aus der Matthäus-Passion, und zwar der Choral Wer hat dich so geschlagen, wiedergegeben. Der Notensatz folgt genau (einschließlich der Fermaten) dem Klavierauszug von Edition Peters.
Die Sopranstimme wurde auf Flöte, die beiden Systeme des Klavierauszugs auf Piano und Tuba verteilt.
Die Melodie ist auch der Nachdichtung O heilge Seelenspeise des lateinischen Hymnus O esca viatorum unterlegt, siehe das katholische Gotteslob (Nr. 213).

## Text

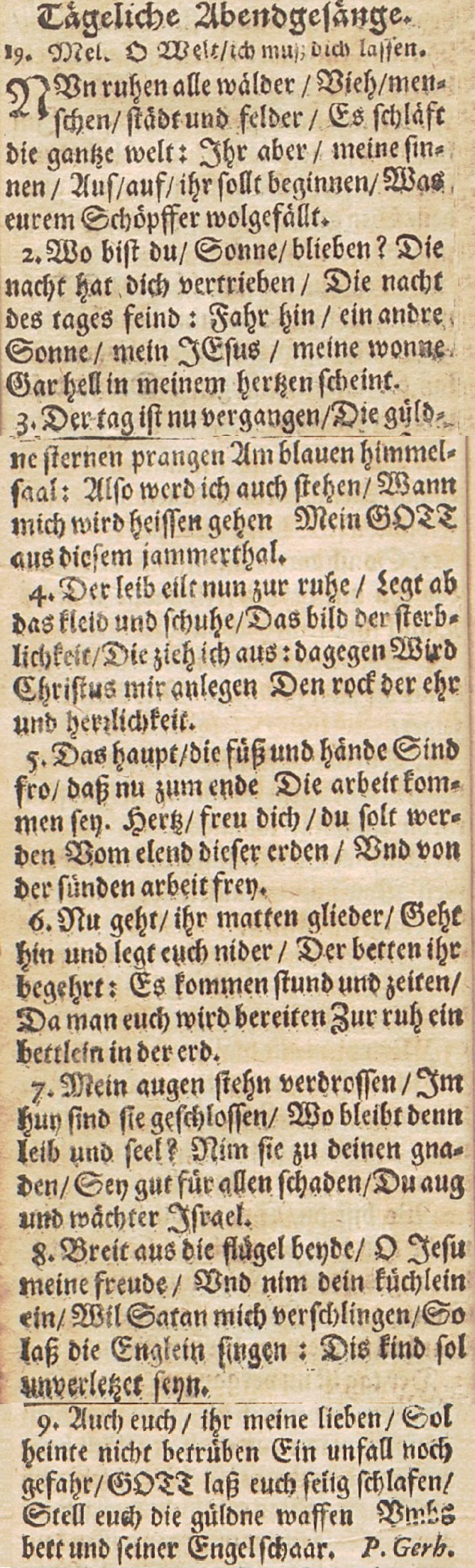
Nun ruhen alle Wälder, Praxis Pietatis Melica 1660

Die heute – Evangelisches Gesangbuch Nr. 477 – gebräuchliche Fassung unterscheidet sich nur geringfügig von den Originaldrucken:
Nun ruhen alle Wälder,

Vieh, Menschen, Städt und Felder,

es schläft die ganze Welt;

ihr aber, meine Sinnen,

auf, auf, ihr sollt beginnen,

was eurem Schöpfer wohlgefällt.

Wo bist du, Sonne, blieben?

Die Nacht hat dich vertrieben,

die Nacht, des Tages Feind.

Fahr hin; ein andre Sonne,

mein Jesus, meine Wonne,

gar hell in meinem Herzen scheint.

Der Tag ist nun vergangen,

die güldnen Sternlein prangen

am blauen Himmelssaal;

also werd ich auch stehen,

wenn mich wird heißen gehen

mein Gott aus diesem Jammertal.

Der Leib eilt nun zur Ruhe,

legt ab das Kleid und Schuhe,

das Bild der Sterblichkeit;

die zieh ich aus, dagegen

wird Christus mir anlegen

den Rock der Ehr und Herrlichkeit.

Das Haupt, die Füß und Hände

sind froh, dass nun zum Ende

die Arbeit kommen sei.

Herz, freu dich, du sollst werden

vom Elend dieser Erden

und von der Sünden Arbeit frei.

Nun geht, ihr matten Glieder,

geht hin und legt euch nieder,

der Betten ihr begehrt.

Es kommen Stund und Zeiten,

da man euch wird bereiten

zur Ruh ein Bettlein in der Erd.

Mein Augen stehn verdrossen,

im Nu sind sie geschlossen.

Wo bleibt dann Leib und Seel?

Nimm sie zu deinen Gnaden,

sei gut für allen Schaden,

du Aug und Wächter Israel’.

Breit aus die Flügel beide,

o Jesu, meine Freude,

und nimm dein Küchlein ein.

Will Satan mich verschlingen,

so lass die Englein singen:

„Dies Kind soll unverletzet sein.“

Auch euch, ihr meine Lieben,

soll heute nicht betrüben

kein Unfall noch Gefahr.

Gott lass euch selig schlafen,

stell euch die güldnen Waffen

ums Bett und seiner Engel Schar.

## Rezeption
Matthias Claudius bezieht sich mit seinem Abendlied auf das Vorbild von Paul Gerhardts Nun ruhen alle Wälder, von dem er die Strophenform übernommen hat. Auch Claudius’ Lied wurde, bevor sich die Vertonung von Johann Abraham Peter Schulz allgemein durchsetzte, vielfach auf die Melodie O Welt, ich muss dich lassen gesungen. Claudius’ Text nimmt etwa in der dritten Strophe („Seht ihr den Mond dort stehen? / Er ist nur halb zu sehen, / Und ist doch rund und schön! / So sind wohl manche Sachen, / Die wir getrost belachen, / Weil unsre Augen sie nicht sehn.“) eine deutliche Gegenposition zur erkenntnistheoretischen Position der Aufklärung ein. Sein Text kann insofern auch als Verteidigung von Paul Gerhardt aufgefasst werden, dessen pauschale Formulierung „es schläft die ganze Welt“ im Aufklärungszeitalter Anstoß erregte und Spott hervorrief. Als es 1781 zu Protesten von Kirchengemeinden gegen ein neues Gesangbuch der Kirche von Berlin-Brandenburg kam, in dem viele Lieder Paul Gerhardts gestrichen werden sollten, erließ Friedrich der Große aus Gründen der Toleranz einen Erlass, dass jedermann in der Auswahl seiner Lieder frei sei, äußerte sich dabei aber zugleich abfällig über Nun ruhen alle Wälder:

„Ein jeder kann bei Mir glauben, was er will, wenn er nur ehrlich ist. Was die Gesangbücher angeht, so stehet einem jedem frey zu singen: Nun ruhen alle Wälder, oder dergleichen dummes und thörichtes Zeug mehr. Aber die Priester müssen die Toleranz nicht vergessen, denn ihnen wird keine Verfolgung gestattet werden.“

In seinem Roman Buddenbrooks bezieht sich Thomas Mann eher ironisch auf das Lied und seinen Verfasser: Die beiden Damen Gerhardt, angebliche Nachfahrinnen des Dichters und Mitglieder eines Zirkels frommer Damen der besseren Gesellschaft, treten als skurrile Randfiguren auf. Die schwerhörige Lea Gerhardt liest „mit fürchterlicher Stimme, die klang, wie wenn sich der Wind im Ofenrohre verfängt“ die Zeilen „will Satan mich verschlingen“, worauf Tony Buddenbrook denkt „welcher Satan möchte die wohl verschlingen?“

## Übersetzungen
Ins Dänische übersetzt „Nu hviler mark og enge, nu alle går til senge...“ (nach verschiedenen dänischen Übersetzungen und Bearbeitungen 1682, 1850 und 1889) im Gesangbuch der Heimvolkshochschule Højskolesangbogen, 18. Ausgabe, Kopenhagen 2006, Nr. 533. In den genannten Fassungen von Peder Møller, übersetzt 1682, auf 5 Strophen gekürzt von Frederik Hammerich 1850, im dänischen Kirchengesangbuch Den Danske Salmebog, Kopenhagen 1953, Nr. 703, übernommen in Den Danske Salmebog, Kopenhagen 2002, Nr. 759.